# Hans Walter Gruhle
Hans Walter Gruhle est un psychiatre allemand, né à Lübben le 7 novembre 1880 et mort à Bonn le 7 novembre 1958. Il a étudié la psychologie des criminels.

## Biographie
Hans Walter Gruhle est né le 7 novembre 1880 à Lubben. Il a grandi à Dresde. Il étudie ensuite la médecine à Leipzig et débute des études de psychologie avec Wilhelm Wundt. Il sert comme volontaire pendant un an à Würzbourg, où il assiste aux conférences d'Oswald Külpe. Au cours du semestre d'hiver 1901/1902, il s'inscrit à l'Université Louis et Maximilian de Munich. Il y rencontre grâce à son ami d'enfance Herbert Koch, alors étudiant en archéologie l'écrivaine  Franziska zu Reventlow, avec laquelle il se lie d'amitié et entretiendra une correspondance de 1904 à 1914.
Dans l'un de ses romans satyriques, non traduit en Français, intitulé Herrn Dames Aufzeichnungen oder Begebenheiten aus einem merkwürdigen Stadtteil de 1913, l'écrivaine utilise d'ailleurs Hans Walter Gruhle comme modèle pour son personnage principal (Herr Dame). Cette ressemblance a été découverte et démontrée par Franz van der Haak, dans sa thèse sur Hans Walter Gruhle qu'il n'a pas pu achever, du fait de son décès prématuré.
En 1904, Hans Gruhle est admis en doctorat à l'université de Munich et commence des recherches ergographiques pour sa thèse avec Emil Kraepelin. Il termine sa thèse à Heidelberg en 1905, après s'être disputé avec son premier directeur de recherches qui lui en a voulu d'avoir quitté son laboratoire pour celui de Franz Nissl, à la clinique psychiatrique de l'université de Heidelberg. Sous la direction de Nissl, il est habilité en 1913 et exercera 30 ans dans cette clinique dont il sera le médecin chef,.
En 1934, Hans Gruhle, jugé peu fiable par le régime nazi, est nommé à la direction de l'hôpital wurtembergeois de santé et de soins de Zwiefalten et est mobilisé en 1939. Ne voulant pas être impliqué dans le programme Aktion T4 des nationaux-socialistes, qui prévoit le meurtre systématique des malades mentaux, il prend la direction de l'institution de Weißenau en 1940. En 1946, à l'âge de 65 ans, il est nommé professeur titulaire de la Clinique universitaire psychiatrique de l'Université de Bonn, qu'il dirigera jusqu'à sa retraite en 1955. Il s'éteint le 3 octobre 1958.

## Travaux et influences
Publié en 1912, son livre Die Ursachen der Jugendlichen Verwahrlosung und Kriminalität. (Les causes de l'errance et de la criminalité chez les adolescents) sera suivi de nombreux articles dans les journaux médicaux sur la psychologie des criminels. Il s'oppose aux théories de Ernst Kretschmer sur les morphotypes humains et leur relation avec la criminalité. Ses recherches sur la Schizophrénie l'amènent à s'opposer aux théories émises sur le sujet par Jaspers en 1910 et à considérer que cette maladie aurait une origine organique et non psychologique.
A Heidelberg, Hans Gruhle rencontre Max Weber dont il va influencer les travaux en psychologie expérimentale. Sous Franco, ses travaux sur la psychologie des criminels vont également intéresser le psychiatre Antonio Vallejo-Nájera. Ce dernier, persuadé que les républicains souffraient de troubles psychologiques va être à l'origine du vol et de l'adoption illégale de 30 000 enfants de parents républicains .

## Sélection des publications
- (de) Grundriss der Psychiatrie, Heidelberg, J. F. Bergmann Verlag, 1948, 17e éd., 187 p. (ISBN 978-3-662-30440-2, présentation en ligne)
- (de) Verstehende Psychologie (Erlebnislehre): Ein Lehrbuch, Stuttgart, Thieme, 1948 (présentation en ligne)
- (de) Die Ursachen der Jugendlichen Verwahrlosung und Kriminalität : Studien zur Frage: Milieu Oder Anlage., Heidelberg, Berlin, Heidelberg : Springer Berlin, 1912 (ISBN 978-3-642-50928-5, présentation en ligne)